# بيرمثرين
بيرمثرين (بالإنجليزية: Permethrin)‏ هو مبيد حشري اصطناعي ينتمي إلى مجموعة من المواد الكيميائية الاصطناعية تسمى البيرثرويدات ووظائفها، سموم عصبية، التي تؤثر على الأغشية العصبية عن طريق إطالة تفعيل قناة الصوديوم.
ليس معروفاً أن يضر بشكل سريع معظم الثدييات والطيور،  بشكل عام، لديه السمية المنخفضة ويتم امتصاصه بشكل سيئ من قبل الجلد. ولكن هو سام جداً للأسماك والقطط.
تم تسجيل البيرمثرين أولاً مع الوكالة الأمريكية لحماية البيئة (U.S. EPA) في عام 1979، ثم تمت إعادة تسجيله في عام 2006.

## الاستخدام
يتم استخدام بيرميثرين:
- في الزراعة، لحماية المحاصيل
- لقتل الطفيليات الحيوانية
- لمكافحة الحشرات المنزلية
- في صناعة النسيج لمنع هجوم الحشرات على المنتجات الصوفية

### مكافحة الآفات
في الزراعة، يستخدم البيرميثرين أساساً على محصول القطن والقمح والذرة والبرسيم. استخدامه مثير للجدل لأنه، كمادة كيميائية واسعة الطيف، فإنه يقتل بلا تمييز. إلى جانب الآفات المقصودة، يمكن أن يضر الحشرات المفيدة بما في ذلك نحل العسل، والحياة المائية.
البيرميثرين يقتل القراد الذي على اتصال مع الملابس المعالجة. يستخدم البيرميثرين في المناطق الاستوائية للوقاية من الأمراض التي تنتقل عن طريق البعوض مثل حمى الضنك والملاريا. يمكن معالجة الناموسيات المستخدمة في تغطية الأسرة بمحلول مكون من البيرميثرين. وهذا يزيد من فعالية الناموسيات عن طريق قتل الحشرات الطفيلية قبل أن تكون قادرة على العثور على ثغرات أو ثقوب في الشبكة.

### الاستخدام الطبي
البيرميثرين هو متاح للاستخدام الموضعي باعتباره كريم أو محلول. يشار إلى أنه لمعالجة وللوقاية في الأفراد الذين تعرضوا لقمل الرأس وعلاج مرض الجرب الذي تسببه (القارمة الجربية). وتشمل تركيبات بيرميثرين تركيز 5% بوصفة طبيه فقط لعلاج للجرب وتركيز 1% دون وصفه طبية لعلاج القمل.

## الآثار الجانبية
يمكن أن يسبب تطبيق بيرميثرين تهيج الجلد الخفيف وحرق. ينبغي  التوقف عن استخدامه في حال حدوث فرط الحساسية.
البيرميثرين لديه القليل من الامتصاص الجهازي، ويعتبر آمناً للاستخدام الموضعي في البالغين والأطفال فوق سن 2 أشهر. أوضحت إدارة الأغذية والعقاقير الأمريكية أن الدراسات أظهرت أنه لا يوجد تأثيرات على الخصوبة أو التشوهات أثناء الحمل، ولكن لم يتم إجراء دراسات في البشر. إفراز البيرميثرين في لبن الأم غير معروف، ويُنصح بوقف الرضاعة الطبيعية مؤقتاً خلال فترة العلاج.

## علم السموم والسلامة
يعمل البيرميثرين كسم عصبي، يبطئ الجهاز العصبي من خلال الربط لقنوات الصوديوم. ويرتبط هذا الإجراء سلباً على درجات الحرارة، وبالتالي، بشكل عام، تظهر آثاره الأكثر حدة على الحيوانات ذوات الدم البارد (الحشرات، والأسماك، والضفادع، إلخ) البيرميثرين مادة شديدة السمية للأسماك والحياة المائية بشكل عام، ولذلك يجب توخي الحذر الشديد عند استخدام المنتجات المحتوية على بيرميثرين بالقرب من مصادر المياه. الجرعات العالية جداً لها آثار سمية عصبية ملموسة على الثدييات والطيور، بما في ذلك البشر.
وفقاً لوزارة كونيتيكت للصحة العامة، البيرميثرين «لديه السمية المنخفضة، يتم امتصاصه بشكل سيئ من خلال الجلد، ويتم إبطال مفعوله بسرعة من قبل الجسم. وكانت ردود فعل الجلد من غير المألوف».
التعرض المفرط للبيرميثرين يمكن أن يسبب الغثيان، والصداع، وضعف العضلات، وزيادة إفراز اللعاب، وضيق في التنفس، ونوبات. تعرض العمال للمادة الكيميائية يمكن رصدها من خلال قياس نواتج البول، في حين يمكن تأكيد جرعة زائدة حادة من قبل قياس البيرميثرين في المصل أو بلازما الدم.
بيرميثرين وفقاً للوكالة الدولية لبحوث السرطان (IARC) «لا يمكن تصنيفه فيما يتعلق الإصابة بالسرطان في البشر» في عام 1991. وهذا يعني أن IARC لا تستطيع أن تقرر ما إذا كان أو لم يكن بيرميثرين يمكن أن يسبب السرطان. وقررت «وكالة حماية البيئة الأمريكية» أن بيرميثرين «يحتمل أن يكون مسرطن للبشر» إذا تم ابتلاعه. كان هذا القرار استناداً إلى هيكل بيرميثرين، ماذا يحدث له في الجسم، والاختبارات المعملية التي تسبب الأورام في الفئران و دليل الأورام في الفئران.

## معرض صور